# Sheila Townsend
Sheila Mae Townsend (Vancouver, 2 ottobre 1980) è un'ex cestista canadese.

## Carriera
Con il Canada ha disputato i Campionati mondiali del 2006 e due edizioni dei Campionati americani (2005, 2007).